# Stand by Me (пісня Lil Durk)
«Stand by Me» — двадцятий трек із восьмого студійного альбому Almost Healed американського репера Lil Durk. Є його другою колаборацією з Морґаном Волленом, перша — «Broadway Girls» (2021).

## Критика
Пісня отримала загалом негативні відгуки від критиків. Мозі Рівз із Rolling Stone описав Lil Durk як «продовжувача нудкої, але харизматичної поп-кантрі-співпраці». Луїс Павлакос із HipHopDX зазначив, що це «тхне відчаєм людини, яка шукає схвалення від людей, що не поважають хіпхоп». У рецензії на Almost Healed для Pitchfork Ділан Ґрін розкритикував те, як альбом «стрибає між цими особистими відкровеннями, кросоверною солодкавістю й стандартними треками дрилового болю», додатково написавши: «Цей баланс порушується кілька разів, особливо на „Stand by Me“, другій спільній роботі Дерка з кантрі-співаком Морґаном Волленом. Їхні присвяти безликим любовним захопленням позбавлено всіх подробиць, важливості та індивідуальності, які є рушійною силою найкращих пісень Дерка».

## Чартові позиції

### Тижневі
| Чарт (2023)                             | Найвища позиція |
| --------------------------------------- | --------------- |
| Австралія (ARIA)                        | 76              |
| Канада (Canadian Hot 100)               | 27              |
| Billboard Global 200                    | 53              |
| New Zealand Hot Singles (RMNZ)          | 5               |
| США (Billboard Hot 100)                 | 22              |
| США (Hot R&B/Hip-Hop Songs) (Billboard) | 8               |
| США (Rhythmic) (Billboard)              | 35              |

### Річні
| Чарт (2023)                          | Позиція |
| ------------------------------------ | ------- |
| Канада (Canadian Hot 100)            | 96      |
| US Hot R&B/Hip-Hop Songs (Billboard) | 36      |

## Сертифікації
| Регіон                                                      | Сертифікація | Продажі |
| ----------------------------------------------------------- | ------------ | ------- |
| Канада (Music Canada)                                       | Платиновий   | 80 000  |
| продажі+прослуховування, що базуються лише на сертифікаціях |              |         |